# Il capro espiatorio (film 1959)
Il capro espiatorio (The Scapegoat) è un film del 1959 diretto da Robert Hamer.
Il soggetto è tratto dal romanzo  The Scapegoat (1957) di Daphne du Maurier, adattato per il cinema dal regista e da Gore Vidal.

## Trama
John Barratt, insegnante di francese alla British University, in vacanza in Francia, incontra casualmente Jacques De Gué, nobiluomo francese. I due scoprono di assomigliarsi e decidono di approfondire la conoscenza. Dopo alcuni bicchieri di cognac, il francese invita il suo sosia visibilmente stordito dalla bevuta, a soggiornare la notte nella sua camera d'albergo, provvista di due letti.
Il giorno seguente, Barratt si risveglia nella camera d'albergo da solo, senza i suoi vestiti e il suo passaporto. Poco dopo arriva Gaston, lo chauffeur di De Gué, intenzionato a riportare il padrone a casa. Barratt, ingiustamente scambiato per il suo doppio, cerca di convincere il servitore di non essere il nobiluomo e lo invita a chiamare la polizia per rintracciarlo. Gaston riesce a convincere Barratt a fare ritorno nello chateau, specificando che avrebbe avuto modo di chiarire il malinteso con il suo padrone, tuttavia ad aspettarlo vi è il dott. Aloin che lo mette al corrente della sua schizofrenia: nessuno, infatti, a parte lui sa della sua somiglianza con il padrone De Gué e dello scambio avvenuto.
Barratt si ritrova quindi a far conoscenza della "sua" famiglia composta dalla figlia Marie-Noel, dalla moglie Françoise, dalla sorella Blanche  e dalla madre, la Contessa, e anche in questo caso, dopo aver cercato di chiarire con la famiglia il malinteso, non viene creduto.
Al risveglio, l'uomo decide di prendere i panni del sosia e riesce a ricostruire alcuni degli elementi della sua nuova vita apprendendo informazioni dalla madre e dalla figlia arrivando a rendersi conto quanto fosse solitaria la sua vita precedente.
Il giorno seguente conosce la "sua" amante, Béla, la quale scoprirà poco dopo che l'uomo non è De Gué, ma un'altra persona: egli quindi può raccontare quanto successo alla donna.
Durante il suo soggiorno, Barratt è coinvolto anche negli affari della vetreria di famiglia e decide di rinnovare il contratto con la locale fonderia per evitare il licenziamento degli operai. La madre mostra il suo disappunto e comunica al figlio della presenza di un contratto matrimoniale. Barratt comprende che la considerevole eredità della moglie, lasciatole dal padre, sarebbe stata divisa tra lui e la figlia alla morte della stessa: inizia a sospettare allora il possibile motivo di questo scambio di identità e comunica alla moglie di voler cambiare la clausola del contratto con un avvocato il giorno seguente.
Diversi giorni dopo, Barratt viene invitato da Béla; scoprirà, dopo aver trascorso un pomeriggio con lei, che ella non lo avesse invitato, come invece riferitogli da Gaston. Ritornato allo chateau, apprende la notizia che Françoise si sia suicidata, gettandosi dal balcone. Sopraggiunge l'ispettore di polizia, a cui Blanche comunica sia stato il fratello il responsabile della morte. Barratt tuttavia, supportato da Gaston, riporta di non essere stato in casa e dunque di non aver istigato il suicidio della consorte.
Poco tempo dopo, De Gué chiede di reincontrare Barratt per avere la sua vita indietro, questi rifiuta; dopo un acceso scontro a fuoco, vediamo nell'ultima scena Barratt che ritorna alla sua nuova vita e a Béla.